# Rubrobacter aplysinae
Rubrobacter aplysinae es una especie de  bacteria grampositiva del género Rubrobacter. Fue descrita en el año 2014. Su etimología hace referencia a la esponja Aplysina aerophoba. Es aerobia. Tiene un tamaño de 0,9 μm de ancho por 1,5 μm de largo. Crece de forma individual o en agregaciones. Oxidasa negativa. Forma colonias de color salmón tras 7-14 días de incubación. Crece en agar TSA y R2A. Temperatura de crecimiento entre 20-30 °C, óptima de 28 °C. Se ha aislado de la esponja Aplysina aerophoba en Rovinj, Croacia.